# جورميت تشودهاري
جورميت تشودهاري (22 فبراير 1984) هو ممثل هندي وعارض أزياء وراقص.

## سيرته
ولد لعائلة عسكرية في بهاجالبور حيث أن والده سوبيدار كان قد خدم في الجيش الهندي وهو الآن متقاعد.
بدأ حياته المهنية في 2006، ولكن شعبيته ارتفعت في عام 2009 في الأوبرا الصابونية رامين بحيث لعب دور اللورد راما واللورد فيشنو بامتياز؛ وأدت معه الدور الممثلة ديبينا بونيرجي التي تزوجها في عام 2011، ثم تقلص دور البطولة بـ شخصية مان سينغ في مسلسل غيت بجانب الممثلة دراشتي دهامي، وأيضا لعب دور البطولة في الأوبرا الصابونية فرصة ثانية التي عُرض على قناة زي أفلام بجانب الممثلة كراتيكا سنغار.
وإما من ناحية مشواره كـ راقص، ظهر في 2012 بـ مسابقة Jhalak Dikhhla Jaa الموسم الخامس مع المصممة الراقصات  شامبا سونثاليا ،وأيضا في أبريل 2013 ظهر Nach Baliye Shriman v/s Shrimati هي مسابقة فردية فهي جزء من مسابقة Nach Baliye أُعلن فيها بأنه أفضل أداء، وأيضا في نوفمبر من نفس عام ظهر في هذه مسابقة بـ موسمها السادس بجانب زوجته ديبينا بونيرجي والتي انهى المسابقة كـ وصيفا الأول، وأيضا في نفس السنة ظهر Nach Baliye Shriman v/s Shrimati هي مسابقة فردية أُعلن فيها بأنه أفضل أداء، وأيضا ظهر في برنامج Fear Factor: Khatron Ke Khiladi الموسم الخامس في 2015 وبحيث انهى المسابقة كـ الوصيف البطل، وأيضا هو مدرب في فنون الدفاع عن النفس.

## فيلموغرافيا
| السنة     | المسلسل    | الدور                     | الممثلة        | الشبكة              | ملاحظة      |
| --------- | ---------- | ------------------------- | -------------- | ------------------- | ----------- |
| 2006      | Mayavii    | -                         | -              | -                   | -           |
| 2008-2009 | رامين      | اللورد راما/ اللورد فيشنو | ديبينا بونيرجي | ني دي تي في إيماجين | دور البطولة |
| 2010-2011 | غيت        | مان سينغ كورانا           | دراشتي دهامي   | ستار ون             | دور البطولة |
| 2012-2013 | فرصة ثانية | ياش سوراج براتاب          | كراتيكا سنغار  | زي تي في            | دور البطولة |

| السنة | برامج الرقص/برامج                          | الدور | المتسابقة       | الشبكة       | ملاحظة |
| ----- | ------------------------------------------ | ----- | --------------- | ------------ | ------ |
| 2012  | Jhalak Dikhhla Jaa 5                       | نفسه  | شامابا سونثاليا | كولورس تي في | متسابق |
| 2013  | Nach Baliye Shriman v/s Shrimati           | نفسه  | -               | ستار بلاس    | متسابق |
| 2013  | Nach Baliye 6                              | نفسه  | ديبينا بونيرجي  | ستار بلاس    | متسابق |
| 2014  | Fear Factor: Khatron Ke Khiladi (season 5) | نفسه  | -               | كولورس تي في | متسابق |
| 2015  | I Can Do That                              | نفسه  | -               | زي تي في     | متسابق |
| 2016  | Box Cricket League                         | نفسه  | -               | كولورس تي في | متسابق |

| السنة | فيلم                                 | الدور                     | ممثلة/ممثل              | ملاحظة                  |
| ----- | ------------------------------------ | ------------------------- | ----------------------- | ----------------------- |
| 2005  | Koi Aap Sa                           | -                         | أفتاب شيفداساني         | طالب في كلية            |
| 2011  | Yaar Mera Rab Warga                  | أرمان                     | -                       | -                       |
| 2011  | Cycle Kick                           | -                         | -                       | جزء بسيط                |
| 2015  | Khamoshiyan                          | جايديف                    | سابانا باباي/ علي فازال | دور رئيسي               |
| 2015  | Mr. X                                | -                         | عمران هاشمي             | راقص في حانة، دور ثانوي |
| 2016  | Wajah Tum Ho                         | رانبير باجاج              | سناء خان                | دور رئيسي               |
| 2017  | Laali Ki Shaadi Mein Laaddoo Deewana | الأمير فير                | أكشارا حسن              | دور رئيسي               |
| 2018  | Paltan                               | الكاتبن بريتفي سينغ داغار | -                       | دور رئيسي               |
| 2021  | The Wife                             | فارون                     | -                       | -                       |

## روابط خارجية
- جورميت تشودهاري على موقع IMDb (الإنجليزية)
- جورميت تشودهاري على موقع قاعدة بيانات الفيلم (الإنجليزية)